# 凱拉·科爾
凱拉·科爾（英語：Kyla Cole，1978年11月10日—），原名瑪蒂娜·珍高娃，是一名斯洛伐克魅力摄影模特兒、閣樓寵物和前電視節目主持人。

## 早年
科爾出生在捷克斯洛伐克城市普雷紹夫（今屬斯洛伐克），是家中長女。

## 生涯
1999年，當時在遠離紐約的布盧明堡的夏令營擔任管理員的科爾在一場選美賽事中勝出，繼而開展其事業。與此同時，她也是一間模特兒經紀公司的老闆之一。

### 模特兒
2000年3月，科爾獲選為閣樓當月寵物。在一年來，她屢次登上許多男性雜誌的封面。她原本有機會在年度寵物中佔一席位，可是由於她無法取得美國的工作簽證而婉拒。

### 電視
2001年5月，科爾受邀請以神秘嘉賓的身份參加真人秀老大哥第一季的終章。她受邀的原因之一是在節目中有些女室友將科爾的圖像張貼在家裡的牆壁上後，男室友都不禁高興起來，並一致認為科爾是他們夢寐以求的女性。
真人秀的製作人暗示科爾將會參與後，隨著時間的流逝男室友們開始絕望並偷偷刪除科爾的圖像時，最終在節目終章前兩週製作人稱她將會參與。節目中，有兩名男室友以她的名字來命名他們的披薩製作方法。
2003年8月，科爾成為馬奎斯商業電視台的情色節目撫摸的主持人。2004年4月，她的位置被他人所取代。

### 電影
科爾出演由電影導演安德魯·比歷克執導的三部情色電影。
2005年2月至4月期間，科爾前往菲律賓拍攝了一套本土動作片，飾演女主角名為卡倫，並在2007年4月上映。

### 代言人
2005年3月，科爾成為一項活動的代言人，以宣傳一間斯洛伐克公司的新產品即溶咖啡，相關的廣告牌遍布整個斯洛伐克。
其中一個廣告牌是由衣著暴露的科爾配以「為了你的享受」的標題，後來這廣告被斯洛伐克廣告理事會裁定違反守則和道德標準。

### 電腦遊戲
2006年11月，有一間斯洛伐克電腦遊戲開發商宣佈與科爾簽訂獨家合約，使她成為女神轉生：無盡的大地（GODS: Land of Infinity）的代言人。其後在2007年7月推出的同款遊戲特別版中，她化身為主角女英雄維維安。

## 私生活
科爾在早期的訪問中曾經聲稱自己是雙性戀者，但是在2010年的訪問中她說道：「事實上，我不是雙性戀者。這不過是過去為了銷售而塑造的形象。」
截至2010年7月，科爾仍然居住於斯洛伐克，任職模特兒並經營她的個人網站。

### 慈善
2004年4月至2005年5月3期間，科爾在普列索夫州的一間孤兒院中照料他們。